# Schwingelgraslahmheit
Die Schwingelgraslahmheit ist eine Erkrankung bei Hausrindern, die durch Aufnahme von Rohr-Schwingel (Festuca arundinacea, im Englischen wird die Erkrankung deshalb auch  als fescue foot syndrome bezeichnet) oder Rohr-Schwingel-Heu auftrat. Auslöser ist allerdings nicht die Pflanze selbst, sondern ein auf dieser häufig vorkommender Pilz, Fusarium tricinctum. Einige Sorten scheinen häufiger mit diesem Pilz befallen zu sein. Die Erkrankung trat in den 1960er Jahren in den Vereinigten Staaten auf, später auch in Europa und Australien. Krankheitsauslöser ist ein vom Pilz produziertes Toxin, das als T-2 toxin (3-hydroxy-4, 15-diacetoxy-8-[3-methylbutyryloxy]-12, 13-epoxy-Δ9-trichothecene) bezeichnet wird.
Die Zeit von der Aufnahme bis zum Auftreten klinischer Symptome beträgt 5 bis 15 Tage. Betroffene Tiere zeigen Gewichtsverlust, einen aufgekrümmten Rücken und eine Lahmheit der Hinterextremitäten. Es kommt zu Nekrosen der Haut und einer trockenen Gangrän an den Hinterextremitäten, Ohren und Schwanzspitzen. Sie ähnelt daher einer Mutterkornvergiftung. In Abhängigkeit von der aufgenommenen Toxinmenge können auch Todesfälle auftreten.